# Sarah Pugh
Sarah Pugh (Alexandria, 6 ottobre 1800 – Germantown, 1º agosto 1884) è stata un'attivista, insegnante, abolizionista e suffragetta statunitense; fu impegnata nella promozione del movimento dei prodotti liberi, compreso il boicottaggio dello zucchero prodotto dal lavoro degli schiavi. Fu una leader della Philadelphia Female Anti-Slavery Society dai suoi primi giorni nel 1835 fino alla sua chiusura nel 1870. Insieme a Lucretia Mott, fu una delle delegate alla Anti-Slavery Convention of American Women ed alla World Anti-Slavery Convention di Londra a cui fu negato il posto perché erano donne.

## Biografia

### Primi anni di vita
Sarah Pugh nacque ad Alexandria, Virginia, nel 1800 da Jesse e Catherine (Jackson) Pugh. I suoi genitori erano Quaccheri e suo nonno era un abolizionista attivo. Quando suo padre morì quando lei aveva tre anni, la sua famiglia si trasferì nella Contea di Chester, Pennsylvania e pochi anni dopo a Filadelfia, dove la madre e la zia di Pugh aprirono un'attività di sartoria.
La Pugh frequentò la Westtown Boarding School per due anni, a partire dall'età di 12 anni. Nel 1821 iniziò a insegnare alla Friends Schoolal n. 12 di Street Meeting. Rimase lì fino al 1828, quando i quaccheri si divisero in fazioni. Lei si dimise, infine adottando infine una credenza unitaria. Con la sua amica Rachel Peirce fondò la sua scuola nel 1829.

### Attivismo
Nel 1835 fu impegnata nel movimento abolizionista, dopo aver ascoltato un discorso tenuto da George Thompson. Quando nel dicembre 1833 fu fondata la American Antislavery Society, le donne erano presenti ma non incluse come fondatrici. L'accordo di fondazione della American Anti-Slavery Society richiedeva la creazione di più gruppi di donne. Così, tre giorni dopo, il 9 dicembre 1833, crearono la Philadelphia Female Anti-Slavery Society. Un gruppo di 14 donne, bianche e nere, scrisse la costituzione fondatrice della Società. La Pugh si unì al gruppo nel 1835 e rimase un pilastro delle sue attività fino a quando il gruppo cessò l'attività nel 1870, dopo la ratifica del XV emendamento. Per 35 anni tenne conferenze e insegnò sull'organizzazione abolizionista, fece una petizione al Congresso e raccolse fondi. Come donna d'azione, non una stratega, guidò fiera annuale dell'artigianato che raccolse ingenti fondi per gli abolizionisti della Pennsylvania.

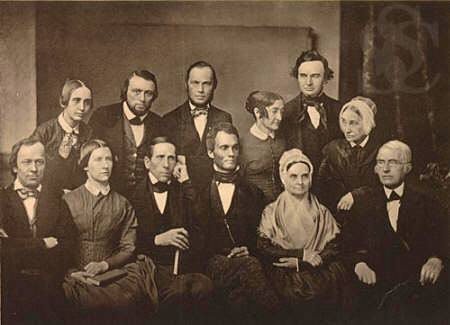
Nellultima fila da sinistra ci sono Mary Grew, E. M. Davis, Haworth Wetherald, Abby Kimber, J. Miller McKim e Sarah Pugh. In prima fila da sinistra ci sono Oliver Johnson, Mrs. Margaret Jones Burleigh, Benjamin C. Bacon, Robert Purvis, Lucretia Mott e James Mott.

Era anche attiva in altre organizzazioni contro la schiavitù. Fu delegata al primo incontro della American Women’s Anti-slavery Convention e membro della American Antislavery Society, che era stata fondata a Filadelfia nel 1833. Fu anche tesoriera della Pennsylvania Anti-Slavery Society dal 1843 al 1860. Dal 1856 al 1864, il comitato esecutivo della Pennsylvania Anti-Slavery Society si riunì nella casa che lei condivideva con Sarah Lewis, Abby Kimber, Martha Kimber e Alice Lewis.
Nel maggio 1838 partecipò alla seconda Convenzione contro la schiavitù delle donne americane. La Convenzione si tenne nella Pennsylvania Hall, il quartier generale abolizionista di recente costruzione a Filadelfia. Il 17 maggio una folla di persone che sostenevano la schiavitù bruciò l'edificio. Le donne che erano all'interno, tra cui Sarah Pugh, sfuggirono dall'edificio in coppia, una donna nera e una donna bianca, a braccetto. Questo sconcertò gli spettatori, che erano distratti dalla dimostrazione di solidarietà abbastanza a lungo da permettere a tutte le donne di fuggire dall'edificio in fiamme. Il giorno dopo, la folla tornò e bruciò l'edificio. La convenzione abolizionista continuò, tuttavia, nella scuola di Sarah Pugh.
Nel giugno 1840 la Pugh fu scelta come delegato per partecipare alla World Anti-Slavery Convention di Londra, insieme alla Mott, Mary Grew, Elizabeth Neall Gay e Abby Kimber. Il comitato rifiutò di riconoscere le donne americane come delegate, ammettendole solo come spettatrici e la Pugh scrisse una dichiarazione di protesta, a nome dei delegati. Negli anni 1850 viaggiò con Lucretia Mott per partecipare alle convention sui diritti delle donne. Nel 1851 tornò in Inghilterra e parlò del movimento abolizionista americano.
Dopo la guerra civile la Pugh sostenne le scuole per gli schiavi ora liberati e i loro figli. Dopo la guerra si impegnò maggiormente nei diritti delle donne, nel movimento per il suffragio femminile, che crebbe a causa dell'abolizionismo. Nel 1876 firmò la Dichiarazione dei Diritti delle Donne, una protesta della National American Woman Suffrage Association all'Esposizione del Centenario, la prima Fiera Mondiale negli Stati Uniti. Fu impegnata nella Moral Education Society, un'organizzazione che lavorava per depenalizzare la prostituzione. Continuò il suo attivismo fino alla sua morte nel 1884.